# Tétraèdre

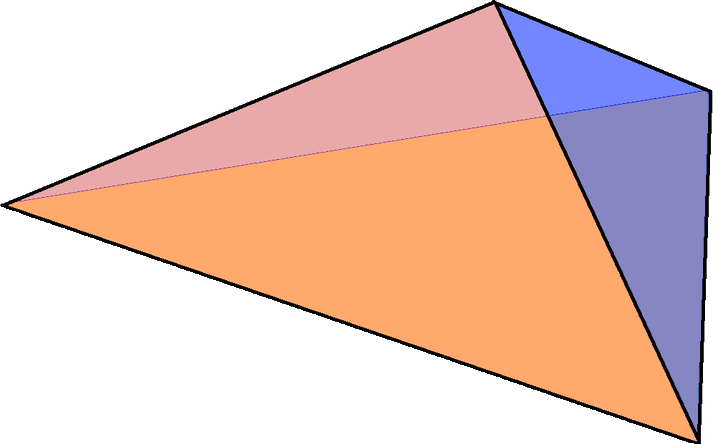
Un tétraèdre.

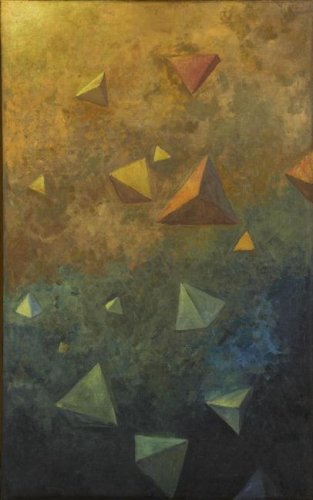
Paul Sérusier, Tétraèdres, vers 1910.

En géométrie, les tétraèdres (du grec tétra : quatre) sont des polyèdres de la famille des pyramides, composés de 4 faces triangulaires, 6 arêtes et 4 sommets ,.

## Propriétés combinatoires

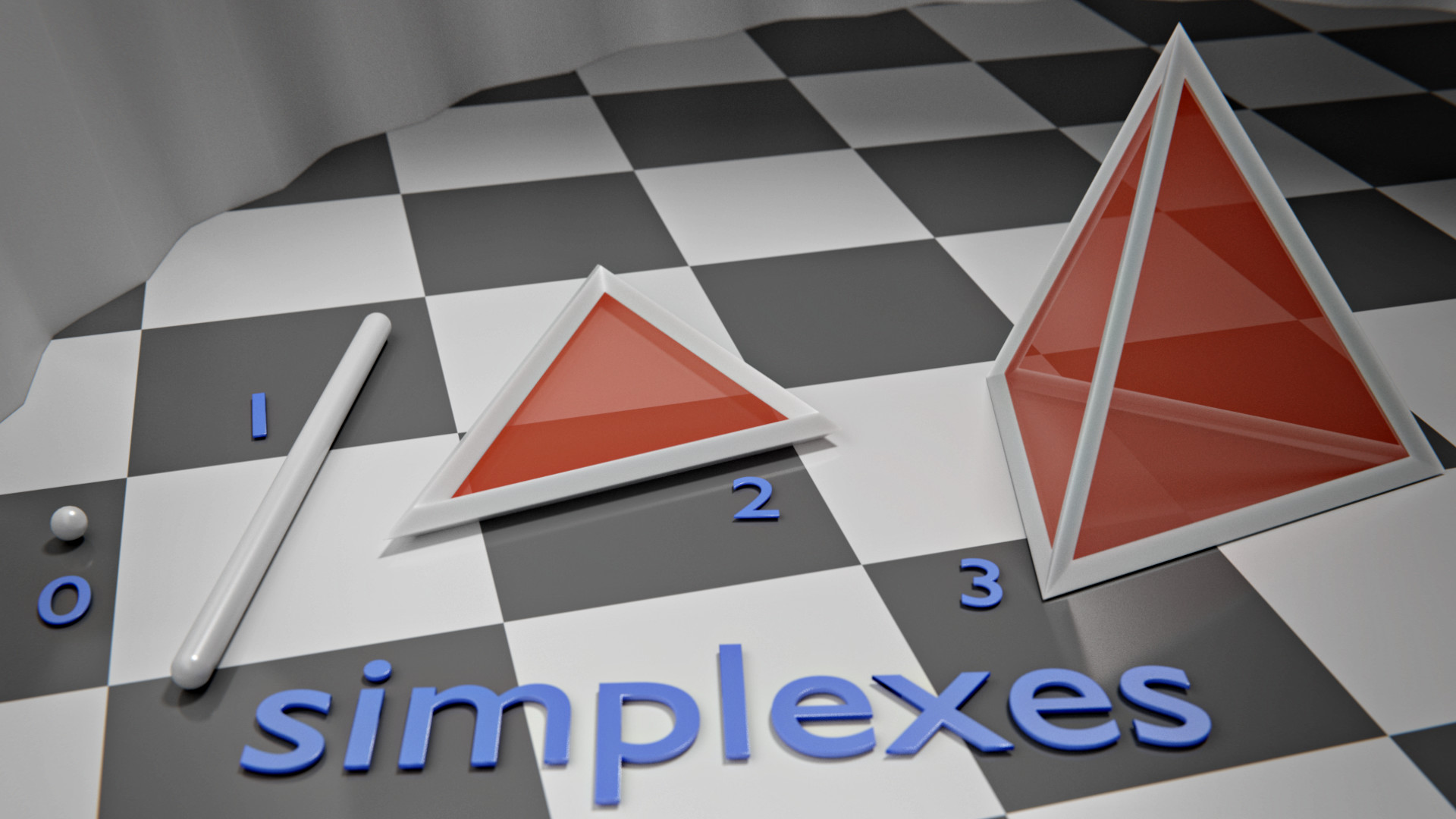
Les quatre simplexes entièrement représentables en 3D. Créés dans Blender.

Le 3-simplexe est la représentation abstraite du tétraèdre ; dans ce modèle, les arêtes s'identifient aux 6 sous-ensembles à 2 éléments de l'ensemble des quatre sommets, et les faces aux 4 sous-ensembles à 3 éléments.
Chaque sommet d'un tétraèdre est relié à tous les autres par une arête, et de même chaque face est reliée à toutes les autres par une arête. Ces caractéristiques sont rares : seulement deux polyèdres possédant la première propriété ont été découverts : le tétraèdre et le polyèdre de Császár, qui a 7 sommets d'ordre 6, 14 faces triangulaires et 21 arêtes ; de même, seulement deux polyèdres possédant la seconde propriété ont été découverts, le tétraèdre et le polyèdre de Szilassi, qui a 14 sommets, 7 faces hexagonales et 21 arêtes ; les polyèdres de Császár et de Szilassi sont duaux et sont homéomorphes au tore.
Le 1-squelette d'un tétraèdre — l'ensemble de ses sommets reliés par ses arêtes — forme un graphe complet appelé graphe tétraédrique et noté {\displaystyle K_{4}}.

## Points remarquables
Beaucoup de points remarquables du triangle ont des analogues pour le tétraèdre, à l'exception notable de l'orthocentre. Les définitions de ces points sont en effet semblables à celles des points du triangle.

### Centre de la sphère circonscrite
La sphère circonscrite est l'unique sphère passant par les quatre sommets du tétraèdre. Le centre de cette sphère est le point de concours des six plans médiateurs du tétraèdre.
Les plans médiateurs se coupent tous en un point, qui est le centre de l'unique sphère passant par les quatre sommets.
On appelle bimédiatrice la droite d'intersection de deux plans médiateurs issus d'une arrête opposée. Il y a donc trois bimédiatrices dans un tétraèdre.
Le centre de la sphère circonscrite est le point d'intersection des trois bimédiatrices du tétraèdre.
Le centre de la sphère circonscrite est également le point d'intersection des quatre droites perpendiculaires aux faces passant par le centre du cercle circonscrit de la face.

### Centre de gravité
Le plan médian d'une arête est le plan contenant une arête et passant par le milieu de l'arête opposée. Il existe donc six plans médians dans un tétraèdre. Une bimédiane est la droite joignant le milieu des arêtes opposées. Elles forment donc l'intersection des plans médians de deux arêtes opposées, et sont donc au nombre de trois.
Le centre de gravité {\displaystyle G} du tétraèdre, plus précisément l'isobarycentre de ses sommets, est défini par la relation vectorielle {\displaystyle {\overrightarrow {GA}}+{\overrightarrow {GB}}+{\overrightarrow {GC}}+{\overrightarrow {GD}}={\overrightarrow {0}}}. Celui-ci est le point d'intersection des trois bimédianes, qui se trouve être le milieu de chacun des segments joignant les côtés opposés.
Une médiane d'un tétraèdre est la droite passant par un sommet et par le centre de gravité de la face opposée. Le centre de gravité du tétraèdre est également le point d'intersection des quatre médianes du tétraèdre et se situe aux trois-quarts de chaque médiane en partant du sommet.

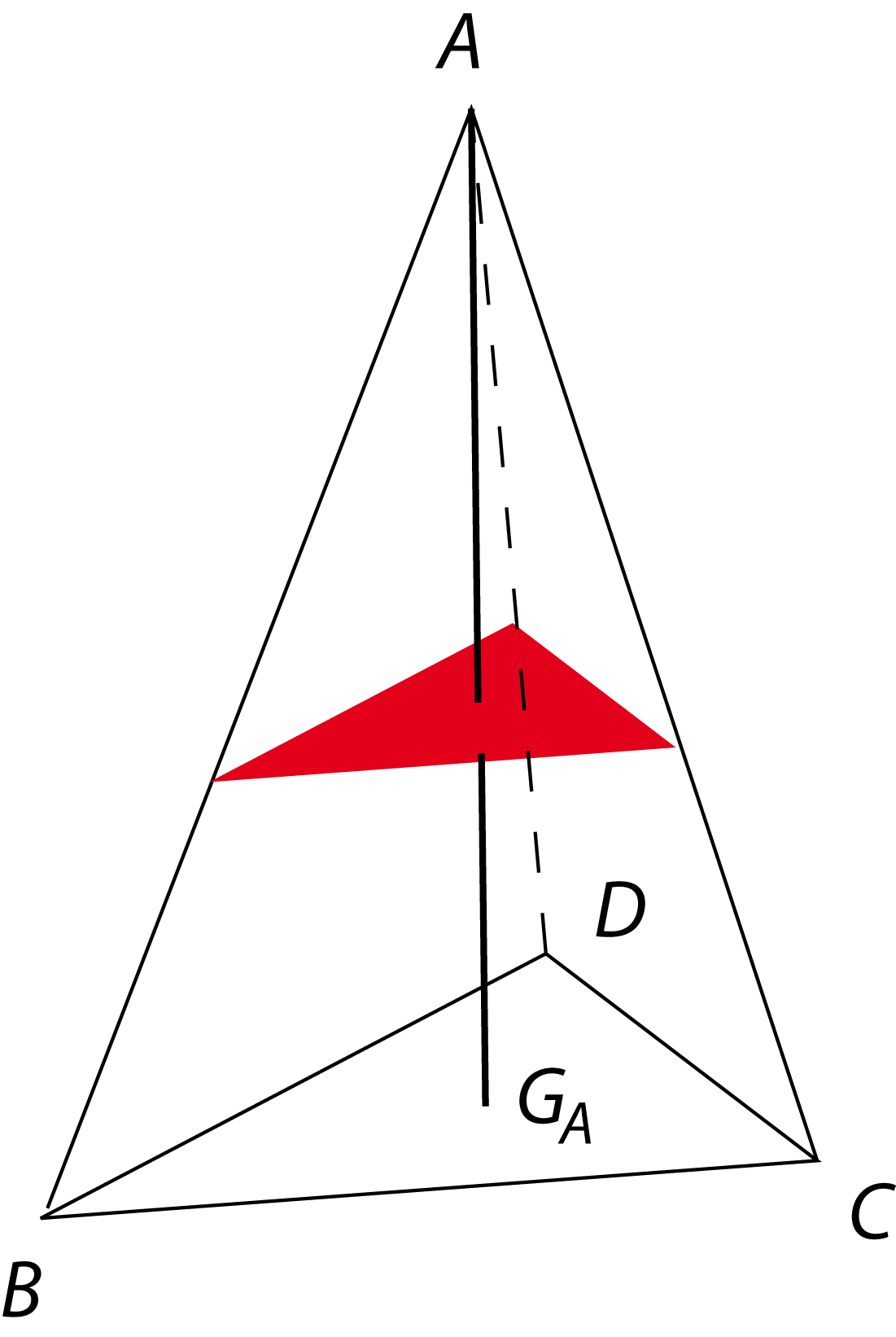
Le centre de masse du tétraèdre se trouve sur les médianes.

Le point {\displaystyle G} est aussi le centre de masse, ou centre d'inertie, du solide tétraédrique homogène. Si l'on découpe en effet le solide en tranches infinitésimales parallèles à une face, le centre de masse de ces plaques triangulaires est l'isobarycentre de leurs sommets et la réunion de ces isobarycentres est une médiane du tétraèdre sur laquelle doit se trouver le centre de masse du solide, lequel est donc à l'intersection des médianes.

### Orthocentre
Un tétraèdre est dit « orthocentrique » lorsque ses quatre hauteurs sont concourantes ; le point de concours est alors l'orthocentre du tétraèdre. Une généralisation de l'orthocentre, qui coïncide avec lui pour les tétraèdres orthocentriques mais qui est toujours définie, est le point de Monge, intersection des plans orthogonaux à une arête et passant par le milieu de l'arête opposée,.

### Centres de la sphère inscrite et des sphères ex-inscrites
L'ensemble des points situés à égale distance de deux plans sécants forme deux plans : les plans bissecteurs des deux plans ; il s'agit de la généralisation des bissectrices en trois dimensions. Les plans bissecteurs intérieurs d'un tétraèdre sont les six plans coupant les angles dièdres formés par les six arrêtes en deux angles dièdres égaux ;  les plans bissecteurs extérieurs sont perpendiculaires aux plans intérieurs.
Les bibissectrices sont les trois droites d'intersection des plans bissecteurs intérieurs de deux arrêtes opposées.
Les bissectrices sont les quatre droites d'intersection des trois plans bissecteurs issus d'un même sommet. Elles se coupent en un point, le centre {\displaystyle I}de la sphère  inscrite.
Le point {\displaystyle I} a pour coordonnées barycentriques {\displaystyle (S_{A}:S_{B}:S_{C}:S_{D})} ou {\displaystyle \left({\frac {1}{h_{A}}}:{\frac {1}{h_{B}}}:{\frac {1}{h_{C}}}:{\frac {1}{h_{D}}}\right)}, où {\displaystyle S_{A},S_{B},S_{C},S_{D}} sont les aires des faces et {\displaystyle h_{A},h_{B},h_{C},h_{D}} les quatre hauteurs. Le rayon de la sphère inscrite est {\displaystyle r} défini par {\displaystyle {\frac {1}{r}}={\frac {1}{h_{A}}}+{\frac {1}{h_{B}}}+{\frac {1}{h_{C}}}+{\frac {1}{h_{D}}}}.

### Centre de gravité de la surface du tétraèdre
La réunion des quatre plaques triangulaires homogènes formées par les faces possède un centre de gravité qui est le barycentre des quatre centres de gravité des faces {\displaystyle G_{A},G_{B},G_{C},G_{D}} affectés des coefficients {\displaystyle S_{A},S_{B},S_{C},S_{D}}. Le tétraèdre médian {\displaystyle G_{A}G_{B}G_{C}G_{D}} étant image du tétraèdre de départ par homothétie de centre {\displaystyle G} de rapport {\displaystyle -1/3}, le centre de gravité de la surface du tétraèdre est donc le centre de la sphère inscrite dans ce tétraèdre médian.

### Tétraèdre trirectangle

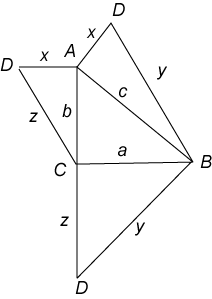

## Propriétés métriques

### Construction
La donnée des 6 longueurs des arêtes permet la construction du tétraèdre si et seulement si ces longueurs vérifient (strictement) l'inégalité triangulaire. Si on précise l'ordre des arêtes, il n'y a (à isométrie près) que deux solutions, images miroir l'une de l'autre ; une réalisation concrète (à l'aide de barres rigides, par exemple) est nécessairement sans aucun degré de liberté, et donc non déformable.

#### Tétraèdre de Héron
Un tétraèdre dont toutes les arêtes, toutes les aires des faces, et le volume sont des nombres entiers est appelé un tétraèdre de Héron ; c'est par exemple le cas du tétraèdre ayant pour arêtes 896, 990 (pour l'arête opposée) et 1073 (pour les quatre autres).

V = S.h/3.

### Volume du tétraèdre
Comme pour toute pyramide, la formule de calcul du volume d'un tétraèdre quelconque est :
{\displaystyle V={\frac {Sh}{3}}}
où S est l'aire d'une base du tétraèdre et h la hauteur du tétraèdre s'appuyant sur cette base.
Pour un tétraèdre construit sur A, B, C et D,
{\displaystyle V={\frac {1}{6}}\left|\det({\overrightarrow {AB}},{\overrightarrow {AC}},{\overrightarrow {AD}})\right|}
où {\displaystyle \det({\overrightarrow {x}},{\overrightarrow {y}},{\overrightarrow {z}})=({\overrightarrow {x}}\land {\overrightarrow {y}}).{\overrightarrow {z}}} est le produit mixte de {\displaystyle ({\overrightarrow {x}},{\overrightarrow {y}},{\overrightarrow {z}})}.
Une généralisation de la formule de Héron utilisant le déterminant de Cayley-Menger donne le volume à partir des longueurs des six côtés

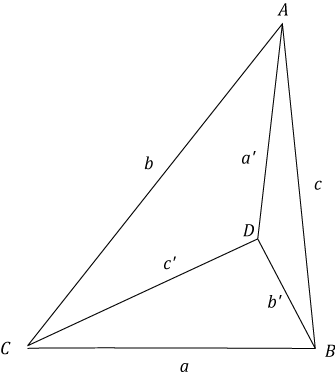

{\displaystyle V^{2}={\frac {1}{288}}{\begin{vmatrix}0&1&1&1&1\\1&0&a'^{2}&b'^{2}&c'^{2}\\1&a'^{2}&0&c^{2}&b^{2}\\1&b'^{2}&c^{2}&0&a^{2}\\1&c'^{2}&b^{2}&a^{2}&0\end{vmatrix}}}
Soit {\displaystyle V^{2}={\frac {1}{144}}(4a'^{2}b'^{2}c'^{2}-(a'^{2}(b'^{2}+c'^{2}-a^{2})^{2}+b'^{2}(c'^{2}+a'^{2}-b^{2})^{2}+c'^{2}(a'^{2}+b'^{2}-c^{2})^{2})+(b'^{2}+c'^{2}-a^{2})(c'^{2}+a'^{2}-b^{2})(a'^{2}+b'^{2}-c^{2}))}
où {\displaystyle a,b,c} sont les longueurs des côtés d'une face, et {\displaystyle (a,a'),(b,b'),(c,c')} les couples de longueurs d'arêtes opposées . Elle a été obtenue sous sa forme développée par Piero della Francesca .
Si {\displaystyle a',b',c'} sont les longueurs des arêtes issues d'un même sommet, et {\displaystyle \alpha ,\beta ,\gamma } les mesures des angles des faces arrivant à ce sommet, on a la formule, obtenue en 1752 par Euler, :  
{\displaystyle 36V^{2}=a'^{2}b'^{2}c'^{2}(1-\cos ^{2}\alpha -\cos ^{2}\beta -\cos ^{2}\gamma +2\cos \alpha \cos \beta \cos \gamma )}, 
soit {\displaystyle 9V^{2}=a'^{2}b'^{2}c'^{2}\sin s\sin(s-\alpha )\sin(s-\beta )\sin(s-\gamma )}
où {\displaystyle s={\frac {\alpha +\beta +\gamma }{2}}} .

### Distances entre les arêtes
On peut calculer la distance entre deux arêtes opposées d'un tétraèdre ABCD, par exemple (AB) et (CD) ayant un angle {\displaystyle \theta }, en appliquant la formule de la distance entre deux droites gauches : {\displaystyle \delta ={\dfrac {\left\vert {\vec {n}}\cdot {\overrightarrow {AC}}\right\vert }{\lVert {\vec {n}}\rVert }}} où {\displaystyle {\overrightarrow {n}}={\overrightarrow {AB}}\land {\overrightarrow {CD}}}, soit {\displaystyle \delta ={\dfrac {|\det({\overrightarrow {AB}},{\overrightarrow {CD}},{\overrightarrow {AC}})|}{\lVert {\vec {n}}\rVert }}={\dfrac {|\det({\overrightarrow {AB}},{\overrightarrow {AC}},{\overrightarrow {AD}})|}{\lVert {\vec {n}}\rVert }}={\frac {6V}{AB.CD.\sin \theta }}}.
On en déduit la formule du volume :
- {\displaystyle V={\frac {1}{6}}aa'\delta \sin \theta }

où {\displaystyle a,a'} sont les longueurs de deux arêtes opposées, {\displaystyle \delta } leur distance et {\displaystyle \theta } leur angle.

### Angles
Outre les 12 angles des quatre faces (calculables par les formules classique de trigonométrie du triangle), il y a 6 angles dièdres correspondant aux six arêtes, et 4 angles solides correspondants aux quatre sommets. Notant (P1, P2, P3, P4) les quatre sommets d'un tétraèdre, on notera θij l'angle dièdre entre les deux faces adjacentes à l'arête (PiPj), Ωi l'angle solide en Pi  et Δi l'aire de la face opposée au sommet Pi.
Les outils du calcul vectoriel (produit scalaire et produit vectoriel) permettent un calcul facile de ces angles ; on a par exemple {\displaystyle {\vec {n}}={\overrightarrow {AB}}\wedge {\overrightarrow {AC}}} orthogonal à la face (ABC), et donc en posant {\displaystyle \mathbb {n} _{1}={\overrightarrow {P_{1}P_{2}}}\wedge {\overrightarrow {P_{1}P_{3}}}} et {\displaystyle \mathbb {n} _{2}={\overrightarrow {P_{1}P_{2}}}\wedge {\overrightarrow {P_{1}P_{4}}}}, on voit que {\displaystyle \cos \theta _{12}={\frac {\mathbb {n} _{1}.\mathbb {n} _{2}}{|\mathbb {n} _{1}||\mathbb {n} _{2}|}}}. La formule de Girard donne alors très simplement l'angle solide : {\displaystyle \Omega _{1}=\theta _{12}+\theta _{13}+\theta _{14}-\pi }.
De très nombreuses formules de trigonométrie du triangle se généralisent au tétraèdre (on en trouvera certaines dans l'article trigonométrie sphérique, et un ensemble complet dans l'article trigonométrie du tétraèdre) ; on a par exemple une « loi des cosinus » (analogue au résultat de ce nom pour les triangles) reliant les aires des faces aux angles dièdres :
{\displaystyle \Delta _{i}^{2}=\Delta _{j}^{2}+\Delta _{k}^{2}+\Delta _{l}^{2}-2(\Delta _{j}\Delta _{k}\cos \theta _{il}+\Delta _{j}\Delta _{l}\cos \theta _{ik}+\Delta _{k}\Delta _{l}\cos \theta _{ij})}.
Il existe par ailleurs une relation entre les angles dièdres liée au  déterminant de Cayley-Menger :
{\displaystyle {\begin{vmatrix}-1&\cos {(\theta _{12})}&\cos {(\theta _{13})}&\cos {(\theta _{14})}\\\cos {(\theta _{12})}&-1&\cos {(\theta _{23})}&\cos {(\theta _{24})}\\\cos {(\theta _{13})}&\cos {(\theta _{23})}&-1&\cos {(\theta _{34})}\\\cos {(\theta _{14})}&\cos {(\theta _{24})}&\cos {(\theta _{34})}&-1\\\end{vmatrix}}=0\,}.

## Tétraèdres remarquables

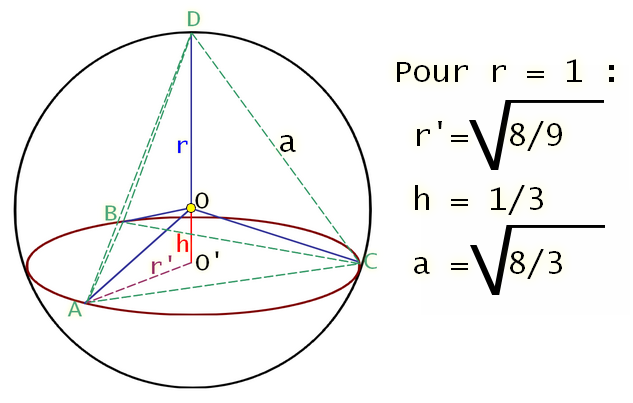
Éléments du tétraèdre régulier exprimés en fonction du rayon r de la sphère circonscrite.

### Tétraèdre régulier
Le tétraèdre régulier est l'un des cinq solides de Platon.
Tous les points remarquables usuels du tétraèdre régulier sont confondus en un point unique, appelé centre du tétraèdre (bien que ce ne soit pas un centre de symétrie).
Pour un tétraèdre régulier inscrit dans une sphère de rayon r :
Arête {\displaystyle a=r{\sqrt {8/3}}}.
Rayon h de la sphère inscrite dans le tétraèdre = {\displaystyle {\frac {r}{3}}}.

### Tétraèdre quadrirectangle

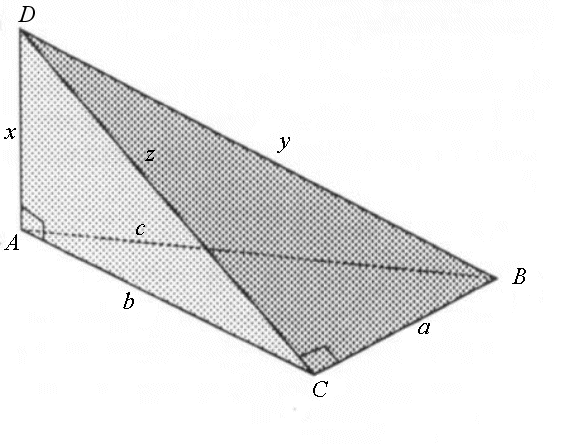

Un tétraèdre est dit quadrirectangle lorsque les quatre faces sont des triangles rectangles. Les quatre angles droits se répartissent alors forcément entre deux sommets, deux angles droits dans chacun, d'où l'autre appellation de bicoin .
Avec les notations du patron ci-contre, les longueurs a,b,c,x, {\displaystyle (c^{2}=a^{2}+b^{2})} étant choisies, les longueurs y,z sont obtenues par les relations {\displaystyle y^{2}=x^{2}+c^{2},z^{2}=x^{2}+a^{2}}.
Le tétraèdre quadrirectangle peut être construit à partir d'un pavé droit en prenant les quatre sommets de trois arêtes consécutives non coplanaires, et le pavé est réunion quasi-disjointe de six tétraèdres de ce type. Ceci montre que le tétraèdre quadrirectangle pave l'espace.
Lorsque a = b = x, autrement dit lorsque le pavé précédent est un cube, le tétraèdre quadrirectangle est dit équilatéral , et c'est un cas particulier de tétraèdre de Hill. On a alors {\displaystyle z=c=a{\sqrt {2}},y=a{\sqrt {3}}}.

## Tétraèdres de Möbius

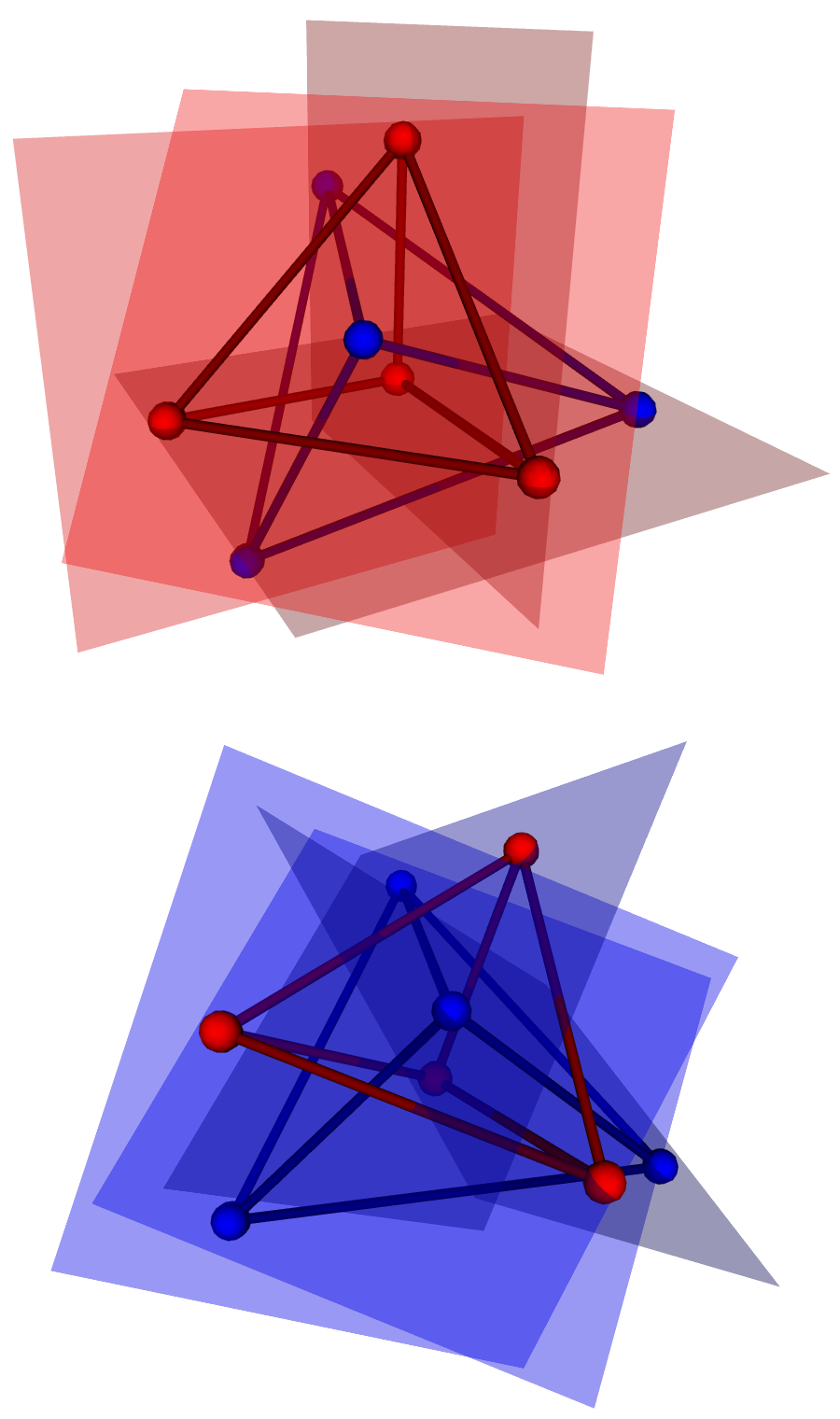
Exemple de tétraèdres de Möbius : les plans des faces du tétraèdre rouge sont représentées en haut ; ceux du tétraèdre bleu en bas. Les sommets du tétraèdre rouge ont pour coordonnées et ; ceux du tétraèdre bleu out pour coordonnées et où et.

La configuration de Möbius est formée de deux tétraèdres dont chacun est « inscrit » dans l'autre (il n'en existe pas d'équivalent pour les triangles) : on peut construire deux tétraèdres dits tétraèdres de Möbius tels que les sommets de chacun d'entre eux appartiennent aux plans (respectifs) des faces opposées de l'autre. La figure jointe en montre un exemple.

## Fortifications et Mur de l'Atlantique
Des tétraèdres en béton ou en acier, de diverses dimensions sont utilisés pendant la Seconde Guerre mondiale comme obstacles antichars par les divers belligérants et pour s'opposer au débarquement de péniches de débarquement et chars alliés en cas de tentative de débarquement sur les plages défendues par le Mur de l'Atlantique.

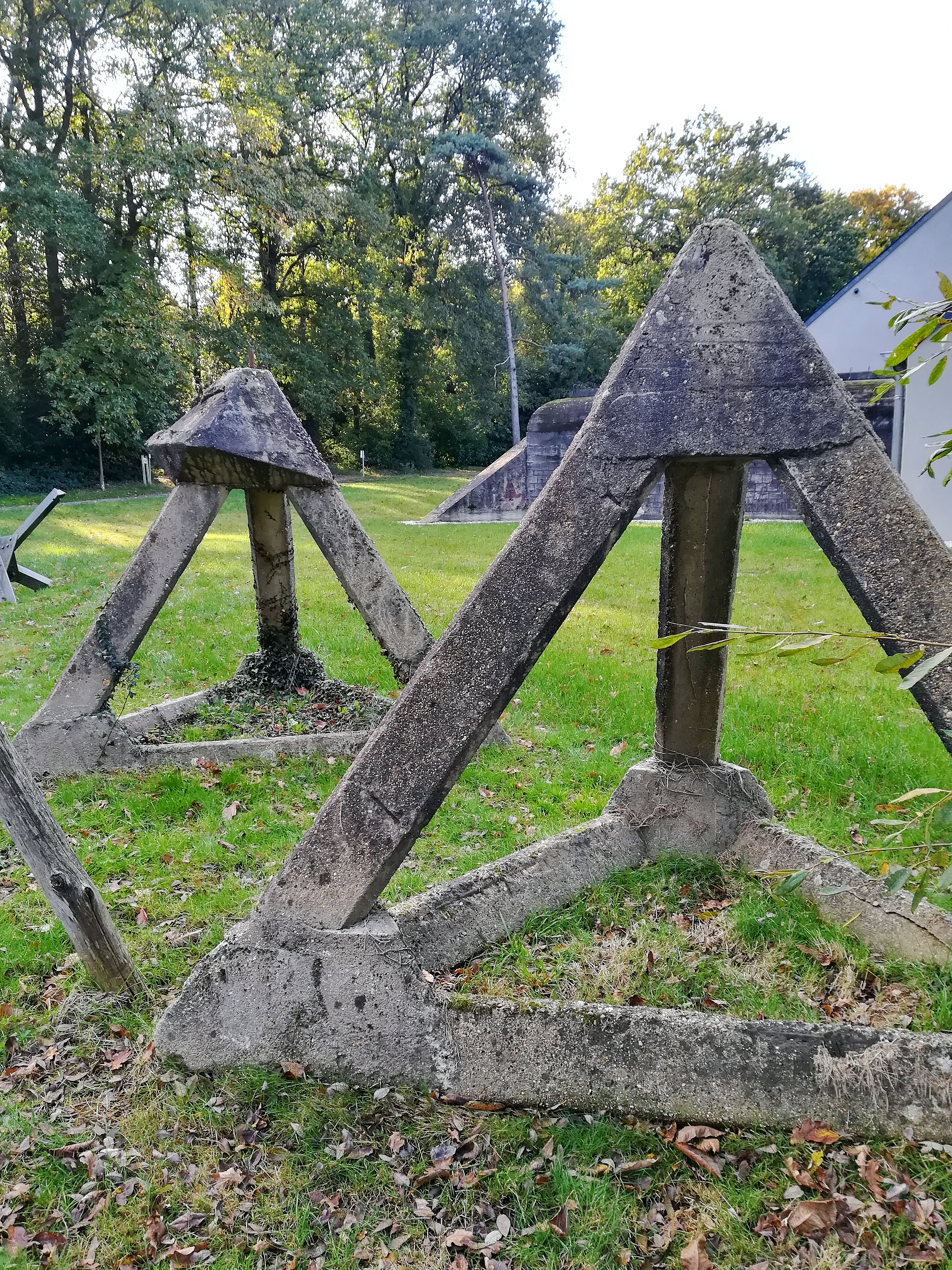
Tétraèdres en béton à Guidel (Musée de la Résistance en Bretagne de Saint-Marcel).
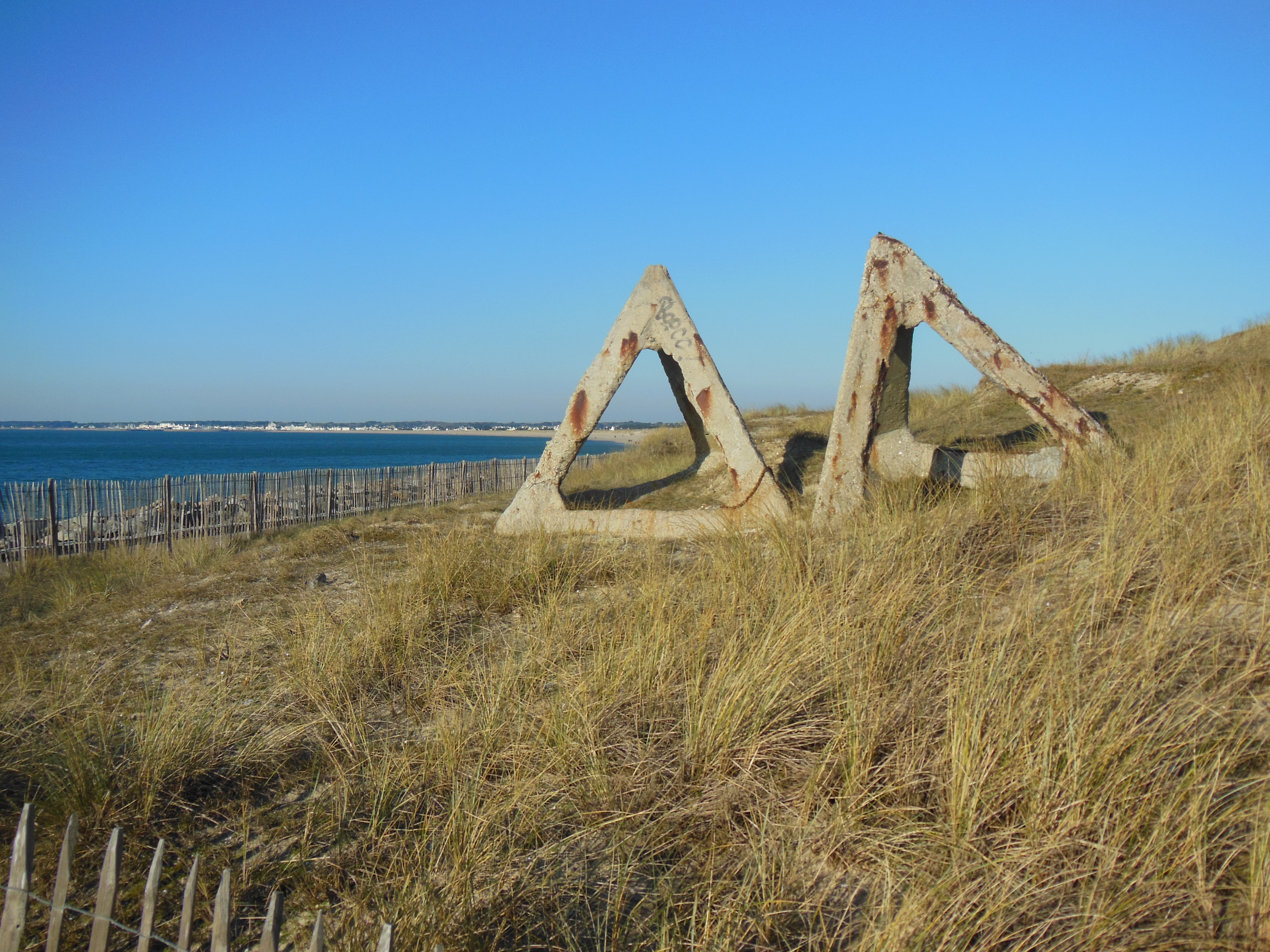
Tétraèdres en béton sur la plage de Pen-Bron, à La Turballe.